# Русские горки (трамплин)
«Русские горки» — комплекс для прыжков на лыжах с трамплина в российском селе Эстосадок, построенный к зимним Олимпийским играм 2014 года для проведения соревнований по лыжному двоеборью и прыжкам на лыжах с трамплина.

## История
Комплекс трамплинов расположился на северном склоне хребта Аибга на территории горнолыжного комплекса «Горная карусель», в непосредственной близости к поселку и одноимённому железнодорожному хабу Эстосадок. Место было специально выбрано международными экспертами на стыке двух хребтов, чтобы трамплины гармонично вписывались в окружающий ландшафт, а прыгуны были защищены от порывов бокового ветра.
Комплекс состоит из самых современных олимпийских трамплинов К-95 и К-125. Лыжная трасса для двоеборцев проложена по склону хребта рядом с трамплинами, старт и финиш организованы на зоне выката комплекса трамплинов. После Олимпийских игр планируется использовать объект в качестве национального тренировочного центра.
Название «Русские горки» даёт ассоциации с формой объекта (трамплины). В романских языках аттракцион, который в России известен как «Американские горки», называется именно «Русские горки». Обыгрывается соединение аббревиатуры «Rus» и слова «Ski», обозначающего «лыжи». Рядом во время Олимпийских игр 2014 года находился объект «Горки Город», где была расположена горная медиа-деревня.

## Тестовые соревнования
Строительство Комплекса трамплинов велось поэтапно, части объекта начинали использоваться по мере их завершения. В процессе строительства полного комплекса, в период 2012—2014 годов, на Русских горках проводились российские и международные соревнования. Основными задачами этих соревнований, помимо спортивной составляющей, были: проверка работы составных частей инфраструктуры, отладка и настройка инженерных систем, отработка взаимодействия служб эксплуатации объекта, организаторов, служб и ведомств безопасности, подрядчиков. Именно поэтому данные соревнования носят названия «тестовые». В организации всех тестовых соревнований принимали участие сотрудники Федерации прыжков на лыжах с трамплина и лыжному двоеборью России, ФГАУ «Управление по организации и проведению спортивных мероприятий», АНО "Оргкомитет «Сочи 2014», ОАО «Красная поляна».
- Этап Кубка России по прыжкам на лыжах с трамплина (17.-19.02.2012), Трамплин К-125
- FIS Континентальный кубок по прыжкам на лыжах с трамплина (14.-15.07.2012), Трамплин К-125

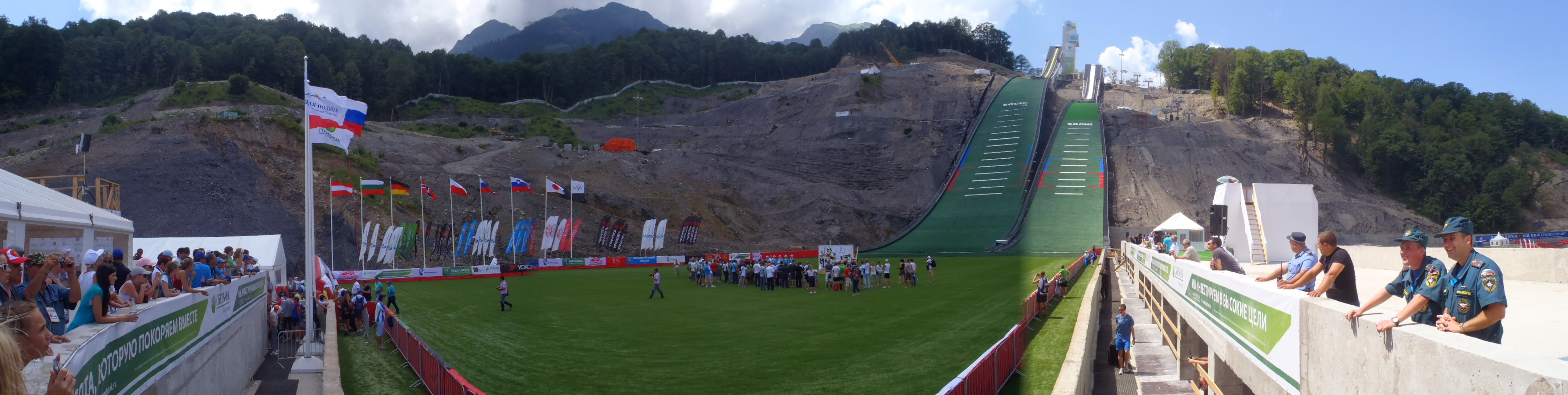
Церемония награждения победителей 1-го дня (14.07.2012) FIS Континентальный кубок по прыжкам на лыжах с трамплина, этап в Сочи (панорама).

- Кубок России по лыжному двоеборью (17.-19.07.2012)
- Гран-при по лыжному двоеборью (21.-22.07.2012)
- Этап Кубка мира по прыжкам на лыжах с трамплина, мужчины (07.-09.12.2012)
- Этап Кубка мира по прыжкам на лыжах с трамплина, женщины (07.-09.12.2012)
- Кубок мира по лыжному двоеборью (30.01.-04.02.2013)
- Открытый чемпионат России по прыжкам на лыжах с трамплина (11.-18.10.2013)

## Использование после Олимпийских игр
После зимних Игр спортивный объект планируют использовать в качестве национального тренировочного центра. Так уже в октябре 2014 года "Русские горки" приняли летний чемпионат России. По его итогам тренерским штабом российской сборной было принято решение проводить турнир в сочинском комплексе на постоянной основе с приданием ему открытого статуса. Также в будущем "Русские горки" могут принять один из этапов летнего Континентального кубка. В октябре 2015 года трамплин примет этап Гран-при по лыжному двоеборью.  

## Международные соревнования

### Прыжки с трамплина

#### Мужчины
| Дата                | Трамплин | Соревнование | 1 место                                                                      | 2 место                                                                           | 3 место                                                            |
| ------------------- | -------- | ------------ | ---------------------------------------------------------------------------- | --------------------------------------------------------------------------------- | ------------------------------------------------------------------ |
| 14 июля 2012        | HS 140   | Кон.         | Ян Матура                                                                    | Андерс Якобсен                                                                    | Томас Наглик                                                       |
| 15 июля 2012        | HS 140   | Кон.         | Андерс Якобсен                                                               | Томас Наглик                                                                      | Давид Кубацкий                                                     |
| 8 декабря 2012 (н)  | HS 106   | КМ           | Грегор Шлиренцауэр                                                           | Зеверин Фройнд                                                                    | Андреас Кофлер                                                     |
| 9 декабря 2012      | HS 106   | КМ           | Андреас Кофлер                                                               | Рихард Фрайтаг                                                                    | Андреас Веллингер                                                  |
| 9 февраля 2014 (н)  | HS 106   | ОИ           | Камиль Стох                                                                  | Петер Превц                                                                       | Андерс Бардаль                                                     |
| 15 февраля 2014 (н) | HS 140   | ОИ           | Камиль Стох                                                                  | Нориаки Касай                                                                     | Петер Превц                                                        |
| 17 февраля 2014 (н) | HS 140   | ОИ-К         | Германия · Андреас Ванк · Маринус Краус · Андреас Веллингер · Зеверин Фройнд | Австрия · Михаэль Хайбёк · Томас Моргенштерн · Томас Дитхарт · Грегор Шлиренцауэр | Япония · Рэрухи Симидзу · Таку Такэути · Дайки Ито · Нориаки Касай |

#### Женщины
| Дата                | Трамплин | Соревнование | 1 место                             | 2 место               | 3 место       |
| ------------------- | -------- | ------------ | ----------------------------------- | --------------------- | ------------- |
| 8 декабря 2012      | HS 106   | КМ           | Сара Хендриксон                     | Сара Таканаси         | Анетта Саген  |
| 9 декабря 2012      | HS 106   | КМ           | Даниэла Ирашко-Штольц Колин Маттель | —                     | Сара Таканаси |
| 11 февраля 2014 (н) | HS 106   | ОИ           | Карина Фогт                         | Даниэла Ирашко-Штольц | Анетта Саген  |

### Лыжное двоеборье
| Дата            | Трамплин     | Соревнование | 1 место                                                                      | 2 место                                                                       | 3 место                                                                     |
| --------------- | ------------ | ------------ | ---------------------------------------------------------------------------- | ----------------------------------------------------------------------------- | --------------------------------------------------------------------------- |
| 21 июля 2012    | HS140/10.0 К | ГП           | Бернхард Грубер                                                              | Тодд Лодвик                                                                   | Акито Ватабэ                                                                |
| 22 июля 2012    | HS140/10.0 K | ГП           | Тодд Лодвик                                                                  | Грубер, Бернхард                                                              | Томас Друмл                                                                 |
| 2 февраля 2013  | HS140/10.0 K | КМ           | Бернхард Грубер                                                              | Эрик Френцель                                                                 | Вильхельм Денифль                                                           |
| 3 февраля 2013  | HS140/4x5 К  | КМ-К         | Германия · Мануэль Файст · Йоханнес Ридзек · Бьёрн Кирхайзен · Эрик Френцель | Франция · Себастьен Лакруа · Франсуа Бро · Максим Лаэрт · Джейсон Лами-Шаппюи | Австрия · Бернхард Грубер · Томас Друмл · Лукас Клапфер · Вильхельм Денифль |
| 12 февраля 2014 | HS106/10.0 K | ОИ           | Эрик Френцель                                                                | Акито Ватабэ                                                                  | Магнус Крог                                                                 |
| 18 февраля 2014 | HS140/10.0 K | ОИ           | Йорген Гробак                                                                | Магнус Моан                                                                   | Фабиан Риссле                                                               |
| 20 февраля 2014 | HS140/4x5 K  | ОИ-К         | Норвегия · Магнус Моан · Ховард Клеметсен · Магнус Крог · Йорген Гробак      | Германия · Эрик Френцель · Бьерн Кирхайзен · Йоханнес Ридзек · Фабиан Риссле  | Австрия · Лукас Клапфер · Кристоф Билер · Бернхард Грубер · Марио Штехер    |